# Station radar d'Arromanches-les-Bains
La station radar d'Arromanches-les-Bains est un des ouvrages du mur de l'Atlantique implanté sur la commune d'Arromanches, dans le département du Calvados, région Normandie.

## Localisation
La station radar est située au lieu-dit Le Callouet, il domine les vestiges du port artificiel Mulberry.

## Histoire
La station radar est érigée par l'organisation Todt.
Les vestiges du monument, le socle du radar Würzbourg et les éléments subsistant font l'objet d'une inscription au titre des monuments historiques depuis le 27 avril 1998.

## Description
Le complexe comprenait un radar Würzburg et un radar Seetakt-Gema, d'autres éléments militaires et également des abris enterrés.